# Лонжіро
Лонжіро (фр. Longirod) — громада  в Швейцарії в кантоні Во, округ Ньйон.

## Географія
Громада розташована на відстані близько 105 км на південний захід від Берна, 29 км на захід від Лозанни.
Лонжіро має площу 9,5 км², з яких на 3,3% дозволяється будівництво (житлове та будівництво доріг), 39% використовуються в сільськогосподарських цілях, 57,4% зайнято лісами, 0,3% не є продуктивними (річки, льодовики або гори).

## Демографія
2019 року в громаді мешкало 481 особа (+14,3% порівняно з 2010 роком), іноземців було 15,4%. Густота населення становила 51 осіб/км².
За віковим діапазоном населення розподілялося таким чином: 21,8% — особи молодші 20 років, 59,7% — особи у віці 20—64 років, 18,5% — особи у віці 65 років та старші. Було 205 помешкань (у середньому 2,3 особи в помешканні).